# Post (Sufismus)
Der persische Begriff Post bezeichnet den rituellen Sitzplatz eines Sheikh im Sufismus (islamische Mystik), meistens besteht er aus einem Schaf- oder Gazellenfell.
Siehe auch: Post Nischin, Liste islamischer Begriffe auf Arabisch